# Chichinețu, Brăila
Chichinețu (în trecut, și Ștefan Gheorghiu) este un sat în comuna Ciocile din județul Brăila, Muntenia, România.
La sfârșitul secolului al XIX-lea, satul Chichinețu era reședința unei comune de sine stătătoare, din care făcea parte și satul Chioibășești, și care făcea parte din plasa Călmățui a județului Brăila. Comuna avea în total 1043 de locuitori și în ea funcționau o școală mixtă frecventată de 44 de elevi și înființată în 1858 și o biserică zidită de fostul proprietar Sorescu în 1842, ambele la Chichinețu. În 1925, în aceeași compoziție și în aceeași plasă, comuna avea 1360 de locuitori.
În 1950, comuna a trecut la raionul Făurei din regiunea Galați, apoi a fost desființată și inclusă în comuna Ciocile. Satul Chichinețu a purtat în perioada comunistă numele de Ștefan Gheorghiu, recăpătându-și numele în 1996.